# مغيري (تبوك)
مغيري قرية ومركز إداري من فئة (أ) تابع لإمارة منطقة تبوك في السعودية.